# Адам Надь
Адам Надь (угор. Nagy Ádám, нар. 17 червня 1995, Будапешт) — угорський футболіст, півзахисник англійського «Бристоль Сіті» та національної збірної Угорщини.

## Клубна кар'єра
Народився 17 червня 1995 року в місті Будапешт. Вихованець футбольної школи клубу «Ференцварош».
16 травня 2015 року в матчі проти «Пакша» Надь дебютував у чемпіонаті Угорщини. У тому ж році Адам допоміг клубу виграти Кубок та Суперкубок Угорщини і кубок ліги, а також завоювати друге місце в чемпіонаті, а в наступному році виграв з командою чемпіонат та національний кубок.
Влітку 2016 року Надь перейшов до італійської «Болоньї». Протягом свого першого сезону в Італії був серед основних гравців команди, утім згодом почав отримувати менше ігрового часу, провівши за три роки загалом 57 матчів за «Болонью» в усіх турнірах.
8 серпня 2019 року перейшов до представника англійського Чемпіонату Футбольної ліги клубу «Бристоль Сіті».

## Виступи за збірні
Протягом 2015 років залучався до складу молодіжної збірної Угорщини. У складі збірної до 20 років Надь взяв участь у молодіжному чемпіонаті світу у Новій Зеландії. На турнірі він зіграв проти збірних Північної Кореї, Бразилії, Нігеріїта  Сербії. Всього на молодіжному рівні зіграв у 8 офіційних матчах, забив 1 гол.
7 вересня 2015 року дебютував в офіційних іграх у складі національної збірної Угорщини в відбірковому матчі чемпіонату Європи 2016 року проти збірної Північної Ірландії (1:1). 
У 2016 році Адам у складі збірної взяв участь у чемпіонаті Європи у Франції. На турнірі він зіграв у матчах проти збірних Австрії, Ісландіїта Бельгії, а Угорщина сенсаційно виграла групу і дійшла до 1/8 фіналу.
Наразі провів у формі головної команди країни 33 матчі.
| Дата       | Місто            | Господарі         | Результат | Гості             | Турнір                               | Голи | Примітки |
| ---------- | ---------------- | ----------------- | --------- | ----------------- | ------------------------------------ | ---- | -------- |
| 7-9-2015   | Белфаст          | Північна Ірландія | 1 – 1     | Угорщина          | Відбір до ЧЄ 2016                    | -    | 22'      |
| 8-10-2015  | Будапешт         | Угорщина          | 2 – 1     | Фарерські острови | Відбір до ЧЄ 2016                    | -    |          |
| 11-10-2015 | Афіни            | Греція            | 4 – 3     | Угорщина          | Відбір до ЧЄ 2016                    | -    | 71'      |
| 12-11-2015 | Осло             | Норвегія          | 0 – 1     | Угорщина          | Відбір до ЧЄ 2016                    | -    | 72'      |
| 15-11-2015 | Будапешт         | Угорщина          | 2 – 1     | Норвегія          | Відбір до ЧЄ 2016                    | -    | 72'      |
| 26-3-2016  | Будапешт         | Угорщина          | 1 – 1     | Хорватія          | товариський матч                     | -    | 46'      |
| 20-5-2016  | Будапешт         | Угорщина          | 0 – 0     | Кот-д'Івуар       | товариський матч                     | -    | 70'      |
| 4-6-2016   | Гельзенкірхен    | Німеччина         | 2 – 0     | Угорщина          | товариський матч                     | -    |          |
| 14-6-2016  | Бордо            | Австрія           | 0 – 2     | Угорщина          | ЧЄ 2016                              | -    |          |
| 18-6-2016  | Марсель          | Ісландія          | 1 – 1     | Угорщина          | ЧЄ 2016                              | -    | 90+1'    |
| 26-6-2016  | Тулуза           | Угорщина          | 0 – 4     | Бельгія           | ЧЄ 2016 - 1/8 фіналу                 | -    |          |
| 6-9-2016   | Торсгавн         | Фарерські острови | 0 – 0     | Угорщина          | Відбір до ЧС 2018                    | -    |          |
| 7-10-2016  | Будапешт         | Угорщина          | 2 – 3     | Швейцарія         | Відбір до ЧС 2018                    | -    |          |
| 10-10-2016 | Рига             | Латвія            | 0 – 2     | Угорщина          | Відбір до ЧС 2018                    | -    |          |
| 13-11-2016 | Будапешт         | Угорщина          | 4 – 0     | Андорра           | Відбір до ЧС 2018                    | -    |          |
| 25-3-2017  | Лісабон          | Португалія        | 3 – 0     | Угорщина          | Відбір до ЧС 2018                    | -    |          |
| 5-6-2017   | Будапешт         | Угорщина          | 0 – 3     | Росія             | товариський матч                     | -    |          |
| 9-6-2017   | Андорра-ла-Велья | Андорра           | 1 – 0     | Угорщина          | Відбір до ЧС 2018                    | -    |          |
| 31-8-2017  | Будапешт         | Угорщина          | 3 – 1     | Латвія            | Відбір до ЧС 2018                    | -    | 58'      |
| 7-10-2017  | Базель           | Швейцарія         | 5 – 2     | Угорщина          | Відбір до ЧС 2018                    | -    |          |
| 10-10-2017 | Будапешт         | Угорщина          | 1 – 0     | Фарерські острови | Відбір до ЧС 2018                    | -    | 90+2'    |
| 9-11-2017  | Люксембург       | Люксембург        | 2 – 1     | Угорщина          | товариський матч                     | -    | 83'      |
| 14-11-2017 | Будапешт         | Угорщина          | 1 – 0     | Коста-Рика        | товариський матч                     | -    | 13'      |
| 6-6-2018   | Берестя          | Білорусь          | 1 – 1     | Угорщина          | товариський матч                     | -    | 46'      |
| 11-9-2018  | Будапешт         | Угорщина          | 2 – 1     | Греція            | Ліга націй УЄФА 2018-2019 - 1-й етап | -    |          |
| 12-10-2018 | Афіни            | Греція            | 1 – 0     | Угорщина          | Ліга націй УЄФА 2018-2019 - 1-й етап | -    |          |
| 15-10-2018 | Таллінн          | Естонія           | 3 – 3     | Угорщина          | Ліга націй УЄФА 2018-2019 - 1-й етап | -    |          |
| 15-11-2018 | Будапешт         | Угорщина          | 2 – 0     | Естонія           | Ліга націй УЄФА 2018-2019 - 1-й етап | -    |          |
| 18-11-2018 | Будапешт         | Угорщина          | 2 – 0     | Фінляндія         | Ліга націй УЄФА 2018-2019 - 1-й етап | 1    |          |
| 21-3-2019  | Трнава           | Словаччина        | 2 – 0     | Угорщина          | Відбір до ЧЄ 2020                    | -    | 88'      |
| 24-3-2019  | Будапешт         | Угорщина          | 2 – 1     | Хорватія          | Відбір до ЧЄ 2020                    | -    |          |
| 8-6-2019   | Баку             | Азербайджан       | 1 – 3     | Угорщина          | Відбір до ЧЄ 2020                    | -    |          |
| 11-6-2019  | Будапешт         | Угорщина          | 1 – 0     | Уельс             | Відбір до ЧЄ 2020                    | -    | 49'      |
| Усього     |                  | Матчів            | 33        |                   | Голів                                | 1    |          |

## Титули і досягнення
- Чемпіон Угорщини: 2015/16
- Володар Кубку Угорщини: 2014/15, 2015/16
- Володар Кубку угорської ліги — 2014/15
- Володар Суперкубка Угорщині — 2015